# Giulio Cesare Tassoni
Giulio Cesare Tassoni (Montecchio Emilia, 27 febbraio 1859 – Roma, 10 ottobre 1942) è stato un generale e politico italiano, senatore del Regno d'Italia e governatore della Tripolitania italiana.

## Biografia
Giulio Cesare Tassoni nacque da una nobile famiglia di Montecchio Emilia, paese della provincia di Reggio Emilia, all'epoca della sua nascita ancora sottoposto al governo del Ducato di Modena e Reggio.
Dedicatosi sin da giovane alla carriera militare, divenne poco dopo la laurea insegnante di storia militare, venendo promosso colonnello nel 1902 ed ottenendo il comando del 4º Reggimento bersaglieri. Promosso nel 1909 al rango di maggior generale, prese il comando della Brigata "Umbria" e poi della prestigiosissima Brigata "Granatieri di Sardegna".
Successivamente prese parte alla guerra italo-turca, dove si guadagnò la croce di ufficiale dell'Ordine al merito di Savoia. Ottenuto il comando della 4ª Divisione speciale "Derna" sempre in Libia, diresse dal 1913 le operazioni che portarono all'occupazione dell'altopiano della Cirenaica ed ottenne la promozione sul campo a tenente generale per meriti di guerra.
Dopo aver comandato per breve tempo la divisione di Milano, tornò in Cirenaica agli inizi del 1915 come governatore della Tripolitania, rimanendovi ad ogni modo per breve tempo e rientrando in quello stesso anno in Italia allo scoppio della prima guerra mondiale, dove ottenne il comando della divisione bersaglieri e successivamente del IV Corpo d'armata, le truppe "Carnia", la 5ª divisione provvisoria e la 7ª Armata (in cui ebbe ai suoi ordini l'asso dell'aviazione Lelio Gaviglio), meritandosi una medaglia d'argento e la croce di grand'ufficiale dell'Ordine militare di Savoia.
Nel 1919 venne nominato senatore e successivamente si ritirò dalla carriera militare. Il re Vittorio Emanuele III gli conferì motu proprio il titolo di conte nel 1926. Morì a Roma il 10 ottobre 1942.